# Юліан Охорович
Юліан Охорович (23 лютого 1850, Радзимін біля м. Варшави — 1 травня 1917, Варшава) — польський вчений, член Російського психологічного товариства. Також він був приват-доцентом психології Львівського університету, ініціатор Першого Міжнародного психологічного конгресу, один із засновників Міжнародного інституту психології в м. Парижі в 1900 р.

## Наукова діяльність

### Психологія

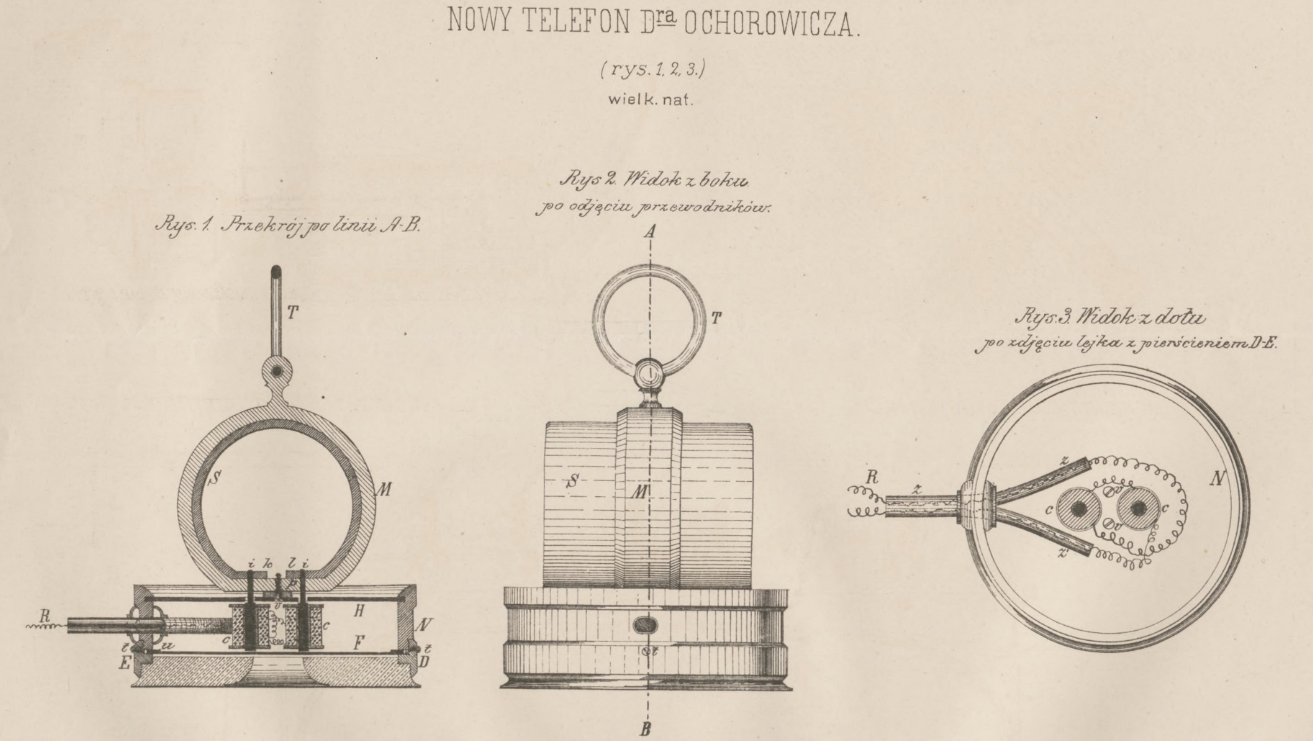
Телефон Охоровича. 1885 рік.

Почав займатися науковою діяльністю ще коли був студентом Варшавського університету. У 1868 р. за представлену на конкурс роботу «Про методи психологічних досліджень» він отримав срібну медаль. Унікальність цієї роботи полягала в новаторському погляді на класифікацію наук: у цій роботі намагався довести, що психологія є самостійною експериментальною наукою, що відрізняється від філософії.
У 1871 р. опублікував роботу «Майбутнє психології», в якій виступив за необхідність незалежної психології, яка повинна бути основою для філософії, естетики, педагогіки, етики, криміналістики та інших наук. Психолог же, на думку Охоровича, має бути насамперед спостерігачем, тим, хто шукає факти, які допомагають аналізувати всі сторони духовного життя. Отже, справжній психолог повинен бути практиком, а не просто вміти міркувати. Його в цей час цікавлять закони і умови руху думки і духовного життя. Зокрема, він вважає, що подібний рух можна буде висловити за допомогою математичних формул.
Блискуче закінчивши університет, він в 1873 р. захищає дисертацію з психофізіології на тему «Свідомість людини. Його умови і закони». У 1875 р. молодого вченого запрошують на щойно створену кафедру психології та філософії природи у Львівському університеті на посаду доцента.

У програму його лекцій входили такі недостатньо вивчені раніше галузі психології: теоретична, індуктивна, прикладна, кримінальна психологія, патогноміка, психологія творчості, психологія історії та цивілізації, етнопсихологія, філософія фізики та історія філософії природи.
Львівський період життя був найбільш плідним у його кар'єрі: він брав активну участь у громадському та науковому житті Львова, друкувався в газетах і тижневиках, займався літературою (зокрема навіть писав вірші), редагував журнал «Нива», виступав на з'їздах і конференціях. Живучи у Львові, Охорович розробив проект програми Першого Міжнародного конгресу психологів, в якому, крім організаційних питань, він виділив такі галузі психології: загальну, фізіологічну, кримінальну, патологічну, педагогічну, психофізику, етологію, патогноміку, психологію творчості та мистецтва, психологію історії, психологію математики, історію психології — всі галузі психологічних знань, викладанням яких він займався у Львівському університеті. Основною метою конгресу він бачив можливість створення спільного для всіх учених світу плану дій з метою плідної співпраці та уникнення паралелізму і повторення в дослідженнях.
Практично в повній відповідності з планами Охоровича з 6 по 10 серпня 1889 проводиться Перший Міжнародний конгрес фізіологічної психології, на якому Охорович очолює одну з найбільших секцій — секцію «Гіпнотизм і навіювання», що зібрала на своїх засіданнях більше 100 осіб. Сам вчений на засіданнях своєї секції прочитав доповіді «Гіпноз і навіювання» і «Гіпнотична схильність і методи її виявлення за допомогою гіпноскопа». Взагалі, ця тема внаслідок своєї маловивченості надзвичайно приваблювала Юліана Охоровича. Так, починаючи з 1882 р. він часто відвідував лекції Ж. Шарко, а в 1884 р. представив на засіданні Паризького біологічного товариства свої доповіді, в яких вперше познайомив громадськість зі своїм винаходом — гіпноскопом, приладом, що дозволяє визначити сугестивність людини.
За рекомендацією відомого французького психолога-практика Ш. Ріше психолог отримав можливість проводити свої експерименти в знаменитій, завдяки діяльності П. Жане і З. Фрейда, психіатричній клініці Ж. Шарко, де він ставив свої експерименти на тяжкохворих пацієнтах, і тим самим позитивно вплинув на їх лікування. У цей час Охорович розробляє теорію про тваринний магнетизм (або месмеризму), згідно з якою всі живі організми випромінюють специфічне магнітне поле, чим, власне, і пояснюється «таємниця» безконтактного впливу одного живого організму на інший. Охорович вважав, що він відкрив вид випромінювання органічного походження, про що доповідав на з'їздах неврологів, психіатрів і психологів у Варшаві в 1910 р. і на з'їзді природознавців і лікарів у Кракові в 1911 р.
В основному міжнародну славу принесли роботи з питань гіпнотизму — «Уявне навіювання» і «Гіпнотизм і месмеризм». Ці роботи, зокрема, були високо оцінені і отримали нагороди Паризької академії наук в 1912 р. У цих роботах автор намагався з'ясувати сутність гіпнотичного стану і механізми словесного впливу при гіпнотичному впливі на людину. Він скрупульозно досліджує фізичну нервову передачу хвороб, передачу емоційних станів, відчуттів, думок, волі, уявне навіювання із затримкою і на відстані.
Наукова творчість відзначена яскравим новаторством. Так, вчений постійно шукав технічний засіб, за допомогою якого можна було «сфотографувати» думка, але тільки в 80-х рр. XX ст. завдяки розвитку комп'ютерної техніки подібне стало можливим. Великий вплив на розвиток медичної психології зробила опублікована в 1916—1917 рр. двотомна робота Охоровича «Психологія та медицина», в якій він обґрунтовував необхідність читати лекції з психології студентам медичного університету. Він вніс чимало новаторського і в медичну практику: зокрема, магнітотерапію, металотерапію, гіпнотерапію.
У 1906 р. у Львові виходять його роботи «Про метод в етиці» і «Бесіди і спостереження в області фізіології, психології, педагогіки та природничих наук», що свідчило про його захоплення педагогічною наукою.

### Розвиток телефонії
У Парижі Юліан зустрівся зі своїм другом Бруно Абакановичем. У його майстернях Юліан конструював телефонні апарати. На Віденській виставці мікрофон із залізною тирсою Охоровича справив сенсацію. У цьому мікрофоні між мембраною і полюсами магніту розташовувалися залізні тирсу, розташовані вздовж силових ліній магнітного поля і створюють електропровідні доріжки. Рух діафрагми під впливом звукових хвиль викликало зміна становища тирси, отже, і опору провідників. По телефону Охоровича французький міністр пошти та телеграфів Адольф Луї Кошрі слухав оперу «Фауст», яку виконували за 4 кілометри від слухача. Після цього Кошрі представив Юліана президентові Франції Жюлю Греві. У Франції технологія Охоровича була запатентована (168,569. Brevet de quinze ans, 29 avril 1885 ; docteur Ochorowicz, à Paris, boule vard Saint-Germain, nº 24. - Système téléphonique reproduisant la parole à voie haute). Телефони його конструкції працювали на французьких лініях зв'язку ще два десятки років. 
У ході своїх дослідів Юліан винайшов мікрофон із двома мембранами, який могли випробувати всі гості Варшавської промислово-аграрної виставки. У павільйоні Абакановича відвідувачі мали змогу вислухати музику, передану за версту від нього. Мікрофон удостоївся великої золотої медалі виставки та окремої статті у журналі «Технічний огляд». У 1885 року у Франції Охорович ставив досліди із передачею звуку з відривом до 18 км. Его апарати забезпечували зв'язок між Петербургом і Бологе з відривом 320 км. Правда, спроби впровадити винаходи Юліана на лінії Москва-Петербург не увінчалися успіхом, оскільки на таких далеких дистанціях якість звуку погіршувалося.

## Головні роботи
Серед найбільш цінних робіт Охоровича можна виділити наступні:
- «Початкові основи психології» (1916) / Pierwsze zasady psychologii (1916),
- «Про застосування психології» (1878),
- «Про свободу волі» (1871) / O wolności woli (1871),
- «Любов, злочин, віра і мораль» (1870) / Miłość, zbrodnia, wiara i moralność : kilka studjów z psychologji kryminalnej (1870),
- «Мозок і дух» (1872) / Duch i mózg : studyjum psycho-fizyjologiczne Juljana Ochorowicza (1872),
- «Про поетичній творчості» (1877) / O twórczości poetyckiej (1877),
- «Дарвін і його попередники» (1872),
- «Про формування власного характеру» (1872),
- «Про явища роздвоєння в духовному житті людини» (1877) / O zjawiskach zdwojenia w życiu duchowem człowieka (1877),
- «Нариси теорії спадкових явищ» (1870).

## Значення
Доля його наукових розробок надзвичайно складна: його відкриття дуже часто критикували, замовчували, у той же час визнаючи їхню цінність. У 1895 р. Британське товариство психологічних досліджень зарахувало його у свої почесні члени. За своє життя він був удостоєний такої честі з боку наукових психологічних товариств Нью-Йорка, Берліна, Лейпцига, Кельна, Будапешта. У 1915—1916 рр. Охорович був віце-президентом польського товариства психологів. Проте в Росії ім'я цього відомого психолога невідомо навіть сучасним психологам, а список його робіт російською мовою вичерпується кількома найменуваннями.